# ليجناغو
ليجناغو ( النطق الإيطالي: ‎[leɲˈɲaːɡo]‏ ) هي بلدة و كومونا(بلدية) في مقاطعة فيرونا ، بفينيتو ، شمال إيطاليا ، ويبلغ عدد سكانها (2012) 25439. وتقع على نهر أديجي على بعد حوالي 43 كيلومتر (27 ميل) من فيرونا . وتنتج أرضيها الخصبة محاصيل الأرز والحبوب الأخرى والسكر والتبغ.

## تاريخ
عثر على آثار وجود البشر في المنطقة والتي تعود إلى العصر البرونزي .
كان لليغناغو دور عسكري كبير ومهم منذ أوائل العصور الوسطى. وفي القرن التاسع عشر ، كانت واحدة من قلاع كوادريلاترو ، وخلال حروب الاستقلال الإيطالية كانت نقطة القوة الرئيسية لدولة الدمى النمساوية لومبارديا فينيشيا فإن التحصينات الحالية تم التخطيط لها وصنعها في عام 1815 ، بعد أن دمر نابليون الأول الدفاعات الأولى في عام 1801.

## جغرافية
تقع في الركن الجنوبي الغربي من مقاطعتها ، بالقرب من حدود روفيغو ، وحدود بادوفا وفيتشنزا ،ولليغناغو حدود أيضًا مع بلديات أنغياري ، بارجنتينو ، بونافيغو ، بوسيتشي سانتانا ، كاستلنوفو باريانو ، سريا ، مينيرب وتيرازو وفيلا بارتولوميا . وأيضًا القرى الصغيرة ( فراتسيوني ) في كانوف ، كاسيت ، بورتو ، سان بيترو ، سان فيتو ، تيرانجرا ، توريتا ، فانجاديزا وفيجو.

## المعالم السياحية الرئيسية
- كنيسة سان سالفارو (القرن الثاني عشر).
- كاتدرائية ( دومو ) من القرن الثامن عشر.
- يعود تاريخ برج توريوني ("جراند تاور") إلى القرن الرابع عشر ، وهو البرج الوحيد الباقي من جدران العصور الوسطى القديمة.

## ثقافة
تكريما لأشهر سكان ليغناغو الأصليين ، المؤلف الموسيقي أنطونيو ساليري ، يقام له مهرجان أوبرا ساليري كل خريف برعاية Fondazione Culturale Antonio Salieri وهو مخصص لإعادة اكتشاف أعماله وأعمال معاصريه. وتكريما له تم إعادة تسمية مسرح في ليغناغو . 

## الناس
- أنطونيو ساليري (1750-1825) ، ملحن
- جيوفاني باتيستا كافالكاسيل (1827-1897) ، مؤرخ فني
- أبولو جرانفورتي (1886-1975) ، باريتون أوبرالي

## رياضة
نادي كرة القدم المحلي هو FC Legnago Salus SSD

## روابط خارجية
- الموقع الرسمي باللغة الإيطالية